# Mary Karooro Okurut
Pour les articles homonymes, voir Okurut.
 (11 août 2025).
Le texte peut changer fréquemment, n’est peut-être pas à jour et peut manquer de recul. N’hésitez pas à participer, en veillant à citer vos sources.
Marie Busingye Karooro Okurut, née le 8 décembre 1954 dans le district de Bushenyi (protectorat de l'Ouganda) et morte le 11 août 2025 à Kampala, est une universitaire, écrivaine et femme politique ougandaise. Elle est secrétaire des affaires générales dans le cabinet du Premier ministre, de 2016 à sa mort en 2025.

## Biographie
Mary Karooro Okurut suit ses études primaires et secondaires à Bweranyangi, puis en 1972-1974, au lycée Trinity College de Nabbingo. Elle effectue ses études supérieures à l'université Makerere, où elle obtient une licence (1977) puis un master en arts et Littérature (1981). En 1982, elle obtient également une licence en sciences de l'éducation (Dip.Ed), dans cette même université.

### Carrière

#### Enseignante et fonctionnaire
Mary Karooro Okurut assure des charges de cours au département de littérature de l'université Makerere (1981-1993). Elle devient ensuite attachée de presse à la vice-présidence de l'Ouganda (1994-1996). De 1996 à 1999, elle est commissaire de l'éducation au ministère de l'Éducation. Elle est ensuite attachée de presse auprès du président de la république ougandaise. 

#### Carrière politique
En 2004, Mary Karooro Okurut est candidate du parti gouvernemental, le Mouvement de résistance nationale (NRM), aux élections législatives dans le district de Bushenyi. Elle est élue et représente sa circonscription au Parlement.
Elle est ministre de l'Information et de l'Orientation nationale (2011-2013) puis est ministre de l'égalité des sexes et des questions sociales de 2012 à 2015. Elle est ministre de la sécurité nationale (2015-2016), succédant à Wilson Muruli Mukasa, devenu ministre de l'égalité des sexes et des questions sociales,.
Mary Karooro a perdu contre Annet Katusiime Mugisha, qui a été élue députée du district de Bushenyi lors des élections présidentielles et parlementaires ougandaises de 2021.

#### Carrière d'écrivaine
Mary Karooro Okurut contribue à la littérature ougandaise à la fois par ses activités d'écrivaine et comme fondatrice de la société des femmes écrivaines ougandaises (FEMRITE). Elle fait partie du groupe de femmes à l'origine de cette organisation (avec notamment  Ayeta Anne Wangusa, Susan Kiguli, Hilda Twongyeirwe, Lillian Tindyebwa (en), Judith Kakonge, Margaret Kyomuhendo, Philo Rwabukuku, Rosemary Kyarimpa, ou encore Goretti Kyomuhendo. Cette organisation FEMRITE a contribué à la reconnaissance de la littérature écrite par des femmes ougandaises.
Elle est l'auteure de plusieurs romans, The Invisible Weevil (1998), The Official Wife, qui traite de la polygamie en Afrique, et d'un recueil de nouvelles publiées par des écrivaines ougandaises, intitulé A Woman's Voice (1998).

### Vie privée
Mary Karooro Okurut épouse Stanislas Okurut, mort le 5 avril 2014 ; ils ont eu huit enfants. Elle est de confession protestante,.

### Mort
Mary Karooro Okurut meurt à l'âge de 70 ans le 11 août 2025 à Kampala.

## Publications
- The Curse of the Sacred Cow, Kampala, Fountain Publishers, 1994, 65 p.  (ISBN 9789970020348)
- The Invisible Weevil, 1998  (ISBN 9789970901029)
- The Official Wife, Kampala : Fountain Publishers, 2003  (ISBN 9789970024018)
- (Co-éd.) A Woman's Voice : an Anthology of Short Stories, avec Violet Barungi, Kampala, FEMRITE Publications, 1998  (ISBN 9789970901036)

## Liens extérieurs
- Ressource relative à l'audiovisuel :   - Africultures
- Notices d'autorité :   - VIAF
  - ISNI
  - BnF (données)
  - IdRef
  - LCCN
  - GND
  - Pays-Bas
  - Suède